# Båtsfjord
Båtsfjord – norweskie miasto i gmina leżąca w okręgu Finnmark.
Båtsfjord jest 58. norweską gminą pod względem powierzchni.

## Demografia
Według danych z roku 2005 gminę zamieszkuje 2185 osób, gęstość zaludnienia wynosi 1,52 os./km². Pod względem zaludnienia Båtsfjord zajmuje 323. miejsce wśród norweskich gmin.
| ludność stan na 1 stycznia 2005 |         |           |       |
|                                 | kobiety | mężczyźni | razem |
| osób                            | 1124    | 1061      | 2185  |
| %                               | 51,44%  | 48,56%    | 100%  |

| wykształcenie stan na 1 października 2004 |        |         |        |        |
|                                           | podst. | średnie | wyższe | niezn. |
| osób                                      | 557    | 882     | 163    | 131    |
| %                                         | 32,14% | 50,89%  | 9,41%  | 7,56%  |

## Edukacja
Według danych z 1 października 2004:
- liczba szkół podstawowych (norw. grunnskolar): 2
- liczba uczniów szkół podst.: 277

## Władze gminy
Według danych na rok 2011 administratorem gminy (norw. rådmann) jest Øyvind Hauken, natomiast burmistrzem (norw. ordfører, d. borgermester) jest Gunn Marit Nilsen.